# The Rolling Stones UK Tour 1971
The Rolling Stones 1971 UK Tour fue una gira que el grupo inglés de rock The Rolling Stones realizó en el mes de marzo del año 1971. Hubo actuaciones en Inglaterra y Escocia.

## Historia
Los Stones no habían hecho una gira por su tierra natal desde el otoño de 1966. Debido a sus problemas con el fisco británico, el grupo decidió partir al sur de Francia, lo que anunció en el primer concierto y llevó a cabo después de terminar las actuaciones. A causa de ello esta gira también fue llamada Good-Bye Britain Tour (cuya traducción sería "gira de despedida a Gran Bretaña").
La gira no fue larga, pero las cifras de audiencia se vieron incrementadas debido a que se ofrecieron dos espectáculos por noche. El número de canciones seleccionadas del álbum Sticky Fingers (que aún no había sido publicado) aumentó en comparación a la anterior gira, The Rolling Stones European Tour 1970: se agregaron "Wild Horses" y "Bitch". Nicky Hopkins ocupó el rol de tecladista en lugar de Ian Stewart.
Varias actuaciones de esta gira fueron grabadas; la más famosa fue la del concierto de Leeds el 13 de marzo, que más tarde fue difundido por la BBC. Una versión en estéreo de la canción de Chuck Berry "Let it Rock" del mismo concierto fue lanzada oficialmente como sencillo con las versiones en estudio de "Brown Sugar" y "Bitch" en 1971 (también reeditada en la colección Rarities, en 2006). El resto del espectáculo se ha distribuido en numerosas ocasiones de forma no oficial, lo que la convierte en una de las grabaciones "piratas" más conocidas de los Rolling Stones (en particular, se la conoce con el título Get Your Leeds Lungs Out).
La prensa se centró en realizar las bromas habituales con el cantante Mick Jagger:
Reportero: "Muchos insisten en la tendencia de Mick Jagger de ser tan femenino como masculino. ¿Le gustaría ser una mujer?"
Jagger: "Si Dios quiere que me convierta en mujer, en una mujer me convertiré".
The Groundhogs sirvió de telonero en los conciertos.

## Músicos
- Mick Jagger: voz, guitarra
- Keith Richards: guitarra, voz
- Mick Taylor: guitarra
- Bill Wyman: bajo
- Charlie Watts: batería

Músicos adicionales:
- Nicky Hopkins: piano
- Bobby Keys: saxofón
- Jim Price: trompeta

## Lista de canciones
En Newcastle, la lista fue: 
1. "Jumpin' Jack Flash"
2. "Live with Me"
3. "Dead Flowers"
4. "Stray Cat Blues"
5. "Love in Vain"
6. "Prodigal Son"
7. "Midnight Rambler"
8. "Bitch"
9. "Can't You Hear Me Knocking"
10. "Wild Horses"
11. "Honky Tonk Women"
12. "(I Can't Get No) Satisfaction"
13. "Little Queenie"
14. "Brown Sugar"
15. "Street Fighting Man"
16. Bis: Sympathy for the Devil
17. Bis: "Let It Rock"

Para el resto de la gira se prescindió de algunas canciones en determinados espectáculos. «Sympathy for the Devil» no se volvió a tocar más en la gira.

## Fechas
- 04/03/1971  City Hall - Newcastle upon Tyne, Inglaterra (2 conciertos)
- 05/03/1971  Free Trade Hall - Mánchester, Inglaterra (2 conciertos)
- 06/03/1971  Coventry Theatre - Coventry, Inglaterra, (2 conciertos)
- 08/03/1971  Green’s Playhouse - Glasgow, Escocia (2 conciertos)
- 09/03/1971  Colston Hall - Bristol, Inglaterra (2 conciertos)
- 10/03/1971  Big Apple - Brighton, Inglaterra (2 conciertos)
- 12/03/1971  Empire Theatre - Liverpool, Inglaterra (2 conciertos)
- 13/03/1971  Universidad de Leeds - Leeds, Inglaterra
- 14/03/1971  Roundhouse - Londres, Inglaterra (2 conciertos)